# NGC 3730
NGC 3730 (другие обозначения — MCG -1-30-3, NPM1G -09.0436, PGC 35743) — эллиптическая галактика (E) в созвездии Чаша.
Детальное исследование структуры и движения галактики было проведено в связи с изучением структуры перемычек в галактиках с помощью телескопа Спитцер.
Этот объект входит в число перечисленных в оригинальной редакции «Нового общего каталога».